# Pierre Louis Prieur
Pierre Louis Prieur, francoski odvetnik in politik, * 1. avgust 1756, Sommesous, † 31. maj 1827, Bruselj.
Bil je izvoljen v Narodno skupščino Francije leta 1789, a je po termidorju bil pregnan.